# Јоан „Edward” Сухарев
Јоан „Edward” Сухарев (укр. Іоанн Валерійович Сухар’єв; Харков, 28. децембар 1987) је професионални играч игре Counter-Strike: Global Offensive. 
Већи део своје каријере је наступао за организацију Natus Vincere.
Познат је по освајању четири мејџор турнира у игри Counter-Strike са тимом Natus Vincere. Два пута се нашао на листи Топ 20 играча године.

## Каријера
Прве мечеве са екипом из родног Харкова, представљајући клуб CyberCity2000, одиграо је у периоду 2001-2002. Клуб је одржавао месечне турнире, а тим у којем је био Едвард је непрестано заузимао прва места. Убрзо се тим распао, а Едвард је позван у тим pro100. 

### pro100
pro100 је први озбиљан тим у Јоановој каријери. Као део овог тима, два пута је освајао националне квалификационе рунде за светско првенство серије WCG, 2005. и 2006. године,а 2007. године је освојио сребро на овом турниру. 
Вреди напоменути да је као део про100 четири пута освајао злато у финалу турнира ASUS серије. 
Тим је напустио 2007. године, када је заједно са Данилом „Zeus” Тесленком прешао у организацију Virtus.pro

### Virtus.pro
Edward прелази у организацију Virtus.pro јула 2007. године. Тим је освојио ASUS Open Summer 2007 и Intel Challenge Cup 2007
У тиму остаје до децембра 2008. године, када се враћа у тим pro100.

### Astana Dragons
Напустио је тим Natus Vincere и од 19. јула 2013. почео да игра за тим Astana Dragons. Прва победа тима је била на турниру Techlabs Cup UA 2013. Следећи турнир је био DreamHack у Румунији, где су завршили на 3. месту. У октобру 2013. године, заузели су друго место на SLTV StarSeries VII. Последњи турнир који је одиграо за тим је био ESWC World Championship, где су заузели 3. место.
Напустио је тим 6. новембра 2013. године и вратио се у организацију Natus Vincere 

### Natus Vincere
Најуспешнији део Едвардове каријере је био од 2009. до 2012. године. Као део тима Natus Vincere је освојио четири мејџор турнира, након чега је организација постала светски позната.
У згради Кабинета министара, одржан је састанак премијера Украјине Николајем Азаровим и тима Natus Vincere.   
Тим је 2010. године освојио 220 хиљада долара, што је до тада највише у историји Counter Strike професионалних такмичења. До тада су рекорд држали Швеђани из тима Fnatic, који су у 2009. години освојили 189 хиљада долара.
Након играња у тиму Astana Dragons, вратио се у Natus Vincere 2013. године. За време играња у тиму, освојио је 15 турнира. Први већи турнир који је тим освојио по његовом повратку је био StarLadder StarSeries IX. Последњи турнир са тимом је одиграо у мају 2019. године, ESL Pro League Season 9 - Europe. Након тога бива замењен и одлази у тим Winstrike.   
Након пар месеци проведених у тиму Winstrike, он се враћа у Natus Vincere, али се налази на клупи.  

## Запажени резултати
- на IEM Season V[11]
- на WCG 2010[12]
- на ESWC 2010[13]
- на IEM Season IV[14]
- на Donbass Cybersport Cup[18]
- на ASUS Open Summer 2006[19]
- на ASUS Open Spring 2007[20]
- на ASUS Open Winter 2008[21]
- на Intel Challenge Cup 2008[22]
- на ASUS Open Spring 2009[23]
- на ASUS Open Autumn 2009[24]
- на SLTV StarSeries V Finals[25]
- на SLTV StarSeries VI Finals[26]
- на DreamHack Bucharest 2013[27]
- на SLTV StarSeries VII Finals[28]
- на ESWC 2013[29]
- на SLTV StarSeries VIII Finals[30]
- на SLTV StarSeries IX Finals[31]
- на DreamHack Summer 2014[32]
- на SLTV StarSeries X Finals[33]
- на Game Show Season 1 Finals[34]
- на SLTV StarSeries XI Finals[35]
- на DreamHack Winter 2014[36]
- на ESL Pro League Winter 2014/15 Finals[37]
- на Gfinity 2015 Spring Masters 2[38]
- на Fragbite Masters Season 4 Finals[39]
- на DreamHack Open Summer 2015[40]
- на SLTV StarSeries XIII Finals[41]
- на ESWC 2015[42]
- на CEVO Professional Season 7 Finals[43]
- на DreamHack Open Cluj-Napoca 2015[44]
- на IEM San Jose 2015[45]
- на ESL ESEA Pro League Season 2 Finals[46]
- на SL i-League StarSeries XIV Finals[47]
- на DreamHack ZOWIE Open Leipzig 2016[48]
- на IEM Katowice 2016[49]
- на Counter Pit League Season 2 Finals[50]
- на MLG Columbus 2016[51]
- на DreamHack Masters Malmö 2016[52]
- на SL i-League Invitational #1[53]
- на ELEAGUE Season 1[54]
- на ESL One New York 2016[55]
- на EPICENTER: Moscow[56]
- на SL i-League StarSeries Season 3 Finals[57]
- на ESL One Cologne 2017[58]
- на DreamHack Open Winter 2017[59]
- на ELEAGUE Major 2018[60]
- на StarSeries i-League Season 4[61]
- на DreamHack Masters Marseille 2018[62]
- на ESL Pro League Season 7 Finals[63]
- на StarSeries i-League Season 5[64]
- на CS:GO Asia Championships 2018[65]
- на ESL One Cologne 2018[66]
- на ELEAGUE CS:GO Premier 2018[67]
- на FACEIT Major 2018[68]
- на EPICENTER 2018[69]
- на BLAST Pro Series Copenhagen 2018[70]
- на BLAST Pro Series Lisbon 2018[71]
- на IEM Katowice 2019[72]
- на StarSeries i-League Season 7[73]

### Рангирање
- 15. у свету 2011. године[74]
- 16. у свету 2013. године[75]